# Рорайнополис

Рорайнополис на карте штата.

Рорайнополис (порт. Rorainópolis) — муниципалитет в Бразилии, входит в штат Рорайма. Составная часть мезорегиона Юг штата Рорайма. Входит в экономико-статистический микрорегион Судести-ди-Рорайма. Население составляет 24 279 человека на 2010 год. Занимает площадь 33 595,602 км². Плотность населения — 0,72 чел./км².
Праздник города — 17 октября.

## История
Город основан в 1995 году.

## Границы
Муниципалитет граничит:	
- на севере —  	муниципалитет Каракараи
- на северо-востоке —  	муниципалитет Сан-Луис
- на востоке —  	муниципалитет Сан-Жуан-да-Бализа
- на юге —  	штат Амазонас
- на западе —  	муниципалитет Каракараи

## Демография
Согласно сведениям, собранным в ходе переписи 2010 г. Национальным институтом географии и статистики (IBGE), население муниципалитета составляет:
| Полное население                               | Полное население                               | Полное население                               | Полное население                               | 24 279 |
| ---------------------------------------------- | ---------------------------------------------- | ---------------------------------------------- | ---------------------------------------------- | ------ |
| в том числе:                                   | Городское население                            | 10 673                                         | Процент городского населения, %                | 43,96  |
|                                                | Сельское население                             | 13 606                                         | Процент сельского населения, %                 | 56,04  |
|                                                | Мужское население                              | 12 923                                         | Процент мужского населения, %                  | 53,23  |
|                                                | Женское население                              | 11 356                                         | Процент женского населения, %                  | 46,77  |
| Плотность населения, чел/км²                   | Плотность населения, чел/км²                   | Плотность населения, чел/км²                   | Плотность населения, чел/км²                   | 0,72   |
| Население муниципалитета в % к населению штата | Население муниципалитета в % к населению штата | Население муниципалитета в % к населению штата | Население муниципалитета в % к населению штата | 5,39   |

По данным оценки 2015 года население муниципалитета составляет 27 288 жителей.

## Важнейшие населенные пункты
| № | Населённый пункт      | Населённый пункт (порт.) | Категория | Население чел. (2010) (место среди н.п. штата) | На карте                       |
| - | --------------------- | ------------------------ | --------- | ---------------------------------------------- | ------------------------------ |
| 1 | Рорайнополис          | Rorainópolis             | город     | 10 673 (3)                                     | 0°56′30″ с. ш. 60°25′51″ з. д. |
| 2 | Нова-Колина           | Nova Colina              | поселок   | 1 504 (14)                                     | 0°35′01″ с. ш. 60°27′34″ з. д. |
| 3 | Мартинс-Перейра       | Martins Pereira          | поселок   | 734 (21)                                       | 1°03′16″ с. ш. 60°22′59″ з. д. |
| 4 | Эквадор               | Equador                  | поселок   | 714 (22)                                       | 0°08′04″ с. ш. 60°34′04″ з. д. |
| 5 | Жундия                | Jundiá                   | поселок   | 486 (41)                                       | 0°12′29″ ю. ш. 60°41′44″ з. д. |
| 6 | Санта-Мария-ду-Бойясу | Santa Maria do Boiaçu    | поселок   | 224 (68)                                       | 0°30′24″ ю. ш. 61°47′14″ з. д. |

## Статистика
- Валовой внутренний продукт на 2005 составляет 131.479.000,00 реалов (данные: Бразильский институт географии и статистики).
- Валовой внутренний продукт на душу населения на 2005 составляет 5.341,00 реалов (данные: Бразильский институт географии и статистики).
- Индекс развития человеческого потенциала на 2000 составляет 0,676 (данные: Программа развития ООН).